# DART
O DART (sigla de Dublin Area Rapid Transit) faz parte da rede ferroviária suburbana da Irlanda, que efectua o seu percurso ao longo da costa da Baía de Dublin pela rota Trans-Dublin, desde Greystones, no Condado de Wicklow, até Howth e Malahide, no Condado de Dublin. 
Os comboios são alimentados através de uma catenária ao longo 1500V DC, parte da Irish Rail Network. O operador ferroviário nacional, Iarnród Éireann (IE), administra o sistema do DART. Na sua criação, em 1984, o DART era operado pela Córas Iompair Éireann (CIE), que é agora uma subsidiária da IE. Parte do percurso do DART passa pelo centro da cidade de Dublin.